# Route départementale 30 (Hautes-Pyrénées)
Pour les articles homonymes, voir Route départementale 30.
La route départementale 30, ou RD 30, est une route départementale des Hautes-Pyrénées reliant Grézian à Aulon.

## Descriptif

### Longueur
L'itinéraire présente une longueur de 7,42 km.

### Nombre de voies
La RD 30 est sur la totalité de son tracé bidirectionnelle à deux voies.

### Tracé
La RD 30 traverse le département d'ouest en est à partir de Grézian depuis la D 19 et rejoint le village d'Aulon.
Elle coupe la route départementale D 929 au niveau d'Ancizan et la montée de la hourquette d'Ancizan.
Elle est entièrement dans le Pays des Nestes en vallée d'Aure.

## Communes traversées
- Grézian
- Ancizan (devant la mairie)
- Guchen
- Aulon

## Gestion, entretien et exploitation

### Organisation territoriale
En 2021, les services routiers départementaux sont organisés en cinq agences techniques départementales et 25 centres d'exploitation qui ont pour responsabilité l’entretien et l’exploitation des routes départementales de leur territoire. 
La RD 30 dépend de l'agence des Pays des Nestes et du centre d'exploitation d’Arreau.

### Exploitation
En saison hivernale, le département publie une carte des conditions de circulation (C1 circulation normale, C2 délicate, C3 difficile, C4 impossible).